# Willy Kaus
Wilhelm Kaus (* 5. Januar 1900 in Langenselbold bei Hanau; † Dezember 1978) war ein deutscher Unternehmer und Industrieller.

## Leben
Nach seiner Ausbildung zum Bauingenieur an der Staatsbauschule in Frankfurt wurde Willy Kaus 1924 Teilhaber in der väterlichen Baufirma. Im Alter von 28 Jahren startete er mit dem Erwerb einer Papierfabrik mit zwei Papiermaschinen in die unternehmerische Selbstständigkeit.
Im Zuge der Arisierungen erwarb Kaus mehrere Unternehmen, so 1936 zusammen mit dem 1943 gefallenen Willi Orschler die Unionbrauerei Groß-Gerau, die er 1951 als Alleineigentümer übernahm. 1938 erwarb Kaus die Aktienmehrheit der Val. Mehler AG aus Fulda von Arthur Kayser. Als ehemaliger Wehrwirtschaftsführer durchlief Kaus nach dem Zweiten Weltkrieg den Entnazifizierungsprozess der Alliierten und musste einen Großteil seiner zwischen 1933 und 1945 durch Arisierung erworbenen Unternehmensanteile zurückgeben. Von der Spruchkammer Frankfurt wurde er persönlich 1948 lediglich als „Mitläufer“ eingestuft. Willy Kaus behauptete nach dem Krieg, die Anteile von Kayser rechtmäßig erworben zu haben. Im Rechtsstreit um die Mehler-Anteile unterlag Kaus allerdings und musste 1952 den Großteil seiner Mehler-Aktien an die Kayser-Erben zurückgeben.
Nach dem Verkauf der verbleibenden Mehler-Anteile investierte Kaus kurzzeitig in den Versandhändler Neckermann. Bereits 1954 trennten sich die Geschäftspartner wieder, für Kaus war es trotzdem ein lukratives Geschäft. 1956/57 erwarb er von der Hirsch-Gruppe die Metzeler AG Gummiwerke, welche in den folgenden Jahren den Mittelpunkt seiner unternehmerischen Tätigkeit bilden sollte. 1965 übernahm Metzeler das Chemie-Unternehmen Wolff & Co. AG aus Walsrode von der Stinnes-Unternehmensgruppe. 1966 umfasste Kaus’ Firmengruppe 17.000 Beschäftigte mit einem Umsatz von 2,4 Milliarden DM.
Nachdem Kaus wirtschaftlicher Erfolg bereits Ende der 1960er Jahre zu bröckeln begonnen hatte, musste die Metzeler AG 1972 eine Kapitalerhöhung durchführen, die der Bayer AG eine Erhöhung ihrer Beteiligung an der Metzeler AG auf 35 Prozent ermöglichte. In den Folgejahren steigerte die Bayer AG ihren Metzeler-Anteil weiter und übernahm 1974 überraschend drei Gesellschaften der Gruppe. Die Aktivitäten zielten nicht zuletzt auf die Entmachtung des bis April 1974 amtierenden Vorstandsvorsitzenden Kaus hin, des „zähesten Altunternehmers der deutschen Industrie“.
Kaus, der in der Fachliteratur als „robust-sensibler Selfmademann“ mit „polternd-versponnener Art“ charakterisiert wird, wollte sich der bereits vor 1974 begonnenen Entmachtung nicht fügen. In jahrelangen Prozessen erreichte der angeblich „prozessfreudigste Unternehmer Westdeutschlands“, dass ihm die hessische Investitions- und Handelsbank (IHB) 1977 nach einem Vergleich 23 Millionen DM zahlte. Kaus leitete seine Ansprüche daraus ab, dass seine Geschäfte mit der IHB die finanziellen Probleme von Metzeler Ende der 1960er Jahre mit verursacht hätten. Seine Auseinandersetzung mit der Bayer AG um die Übernahme der angeschlagenen Metzeler-Gruppe kam erst kurz vor seinem Tod Ende 1978 zu einem teilweisen Abschluss. Sein Sohn Peter und die beiden Schwiegersöhne erbten den Streit nach dem Ableben des 78-Jährigen.

## Streit um Verhalten in der NS-Zeit
Im Mai 2000 endete vor dem OLG Frankfurt ein monatelanger Rechtsstreit zwischen Willy Kaus’ Sohn Peter und der Historikerin Christine Wittrock. Kläger Peter Kaus hatte vergeblich versucht, verbleibende strittige Aussagen in Wittrocks Monografie Das Unrecht geht einher mit sicherem Schritt entfernen zu lassen. In der ursprünglich vom Main-Kinzig-Kreis beauftragten lokalgeschichtlichen Untersuchung zur NS-Zeit war Willy Kaus verschiedentlich erwähnt worden, die Autorin hatte u. a. die Vermutung geäußert, Kaus sei als Wehrwirtschaftsführer für ein Todesurteil verantwortlich gewesen.
Der Publizist Wolfgang Müller-Haeseler brachte in einem Zeit-Artikel von 1966 Entlastendes vor: Willy Kaus sei ein Mann, der sich „in einer Zeit, in der dies keineswegs selbstverständlich war, für gefährdete Arbeiter und Ausländer einsetzte, der in der Frankfurter Gauleitung persönlich gegen das braune Euthanasieprogramm protestierte, […] und den die Gestapo in jenen Jahren verschiedentlich, wenn auch nur für kurze Zeit, einsperrte“.

## Auszeichnungen
- Diesel-Medaille 1967
- Bayerischer Verdienstorden
- Ehrung der unternehmerischen Leistung durch den Fachverband Schaumkunststoffe und Polyurethane (FSK) e. V. 1972[10]